# Хелънкей Даймън
Хелънкей Даймън (на английски: HelenKay Dimon) е плодовита американска писателка, авторка на произведения в жанровете романтичен трилър, трилър, любовен роман и еротична литература.

## Биография и творчество
Хелънкей Даймън Миязава е родена на 30 септември 1967 г. в Ню Холанд, Пенсилвания, САЩ. Има азиатски корени и изповядва шинтоизма. От малка е запалена читателка. Завършва право. След дипломирането си работи към конгресмен в Държавния департамент и 20 години като бракоразводен адвокат и съдружник в адвокатска кантора във Вашингтон.
Заради промяна на работата на съпруга ѝ семейството се мести от Мериленд в Калифорния. Загубвайки собствената си досегашна практика започва да пише книги.
Първият ѝ му роман „Viva Las Bad Boys“ е публикуван през 2006 г.
През 2007 г. е издаден първият ѝ еротичен любовен роман „Your Mouth Drives Me Crazy“ от поредицата „Хавайски мъже“.
За романа си „The Fixer“ от поредицата „Хората играят игри“ е удостоена с престижната награда „РИТА“ за романтичен трилър за 2018 г.
В допълнение към писателската си кариера е член и президент на борда на директорите на Асоциацията на писателите на любовни романи на Америка и на клона в Сан Диего.
Хелънкей Даймън живее със семейството си в Сан Диего.

## Произведения
частична библиография

### Самостоятелни романи
- Viva Las Bad Boys! (2006) – издаден и като „One Night in Vegas“
- Right Here, Right Now (2008)
- Hot As Hell (2008)
- Night Moves (2010)
- Leave Me Breathless (2010)
- Victoria's Got a Secret (2011)
- When She Wasn't Looking (2012)
- Switched (2012)
- Everything You Need to Know (2013)
- Stranded (2015)

### Серия „Хавайски мъже“ (Men of Hawaii)
1. Your Mouth Drives Me Crazy (2007)
2. It's Hotter In Hawaii (2009)
3. Holding Out For A Hero (2009)
4. Impulsive (2010)

### Серия „Мистериозни мъже“ (Mystery Men)
1. Under the Gun (2010)
2. Guns and the Girl Next Door (2011)
3. Gunning for Trouble (2011)
4. Locked and Loaded (2011)
5. The Big Guns (2011)
6. Copy That (2012)

### Серия „Братя Хановър“ (Hanover brothers)
1. No Turning Back (2013)
2. A Simple Twist of Fate (2013)
3. Long Way Home (2014)
4. Too Far Gone (2014)

### Серия „Екипът на Коркорън“ (Corcoran Team)
1. Fearless (2013)
2. Ruthless (2013)
3. Relentless (2014)
4. Lawless (2014)
5. Traceless (2014)

### Серия „Холтън Уудс“ (Holton Woods)
1. Mercy (2014)
2. Only (2014)
3. Taken (2015)
4. Mine (2015)

### Серия „Екипът на Коркорън: Бронирани ергени“ (Corcoran Team: Bulletproof Bachelors)
1. Cornered (2015)
2. Sheltered (2015)
3. Tamed (2015)

### Серия „Хората играят игри“ (Games People Play)
1. The Fixer (2016) – награда „РИТА“
2. The Enforcer (2017)
3. The Pretender (2017)
4. The Protector (2018)

### Серия „Наследниците Джеймсън“ (Jameson Heirs)
1. Pregnant by the CEO (2017)
2. Reunion with Benefits (2018)
3. The Reluctant Heir (2018)

### Участие в общи серии с други писатели

#### Серия „Лоши момчета под прикритие“ (Bad Boys Undercover)
- Running Hot (2014)
- Playing Dirty (2015)
- Falling Hard (2015)
- Facing Fire (2015)
- Under the Wire (2016)

от серията има още 2 романа

#### Серия „Букшутс“ (BookShots) – презентация наДжеймс Патерсън
* The Experiment (2017)
от серията има още 59 романа от различни автори

### Новели
- Finding Home (2013)
Пътят към дома, фен-превод